# Dolmányi erődtemplom
A dolmányi erődtemplom műemlékké nyilvánított épület Romániában, Szeben megyében. A romániai műemlékek jegyzékében az SB-II-a-A-12375 sorszámon szerepel.